# Любовский сельский совет Харьковской области
Любовский сельский совет — входит в состав Краснокутский района Харьковской области Украины.
Административный центр сельский совета находится в село Любовка.

## История
- 1920 — дата образования.

## Населённые пункты совета
- село Любовка